# Hyalinobatrachium bergeri
Hyalinobatrachium bergeri es una especie de anfibio anuro de la familia de las ranas de cristal (Centrolenidae). Se distribuye por el norte de Bolivia y el sudeste de Perú entre los 300 y los 2000 m. 